# HC Kerkrade
Hockeyclub Kerkrade was een Nederlandse hockeyclub uit de Limburgse plaats Kerkrade.
De club werd opgericht op 22 januari 1978 en speelde aanvankelijk op een terrein aan de Kerkradersteenweg waarna er, vanwege de komst van het Gaiapark (later GaiaZOO) sinds 2005 werd gespeeld op een terrein aan de Tichelstraat nabij de Carisborg.
In 2009 werd de intentie uitgesproken tot verregaande samenwerking met Hockey- en Cricketclub Heerlen.
Met ingang van het seizoen 2009/10 zijn de vaandelteams (Heren 1 en Dames 1) van beide clubs gefuseerd. Sindsdien kwam deze combinatie bij zowel de heren als bij de dames uit onder de naam Parkstad Limburg.
Op 15 mei 2013 hebben meer dan 2/3e van de leden van zowel HC Kerkrade als HCC Heerlen die aanwezig waren op de algemene ledenvergadering waarin gestemd werd over het wel of niet doorgaan van de fusie, vóór een fusie gestemd tussen deze twee clubs. Met ingang van 1 augustus 2013 is HC Kerkrade daarom volledig opgegaan in HC Nova, de fusieclub tussen HC Kerkrade en HCC Heerlen. Tijdens het seizoen 2013/2014 zal er wel nog gedeeltelijk gespeeld blijven worden op het huidige complex van HC Kerkrade (evenals dat van HCC Heerlen), waarna er met ingang van het seizoen 2014/2015 gespeeld zal gaan worden op het dan vernieuwde complex van voormalig voetbalclub Heerlen Sport op Kaldeborn.